# Collider

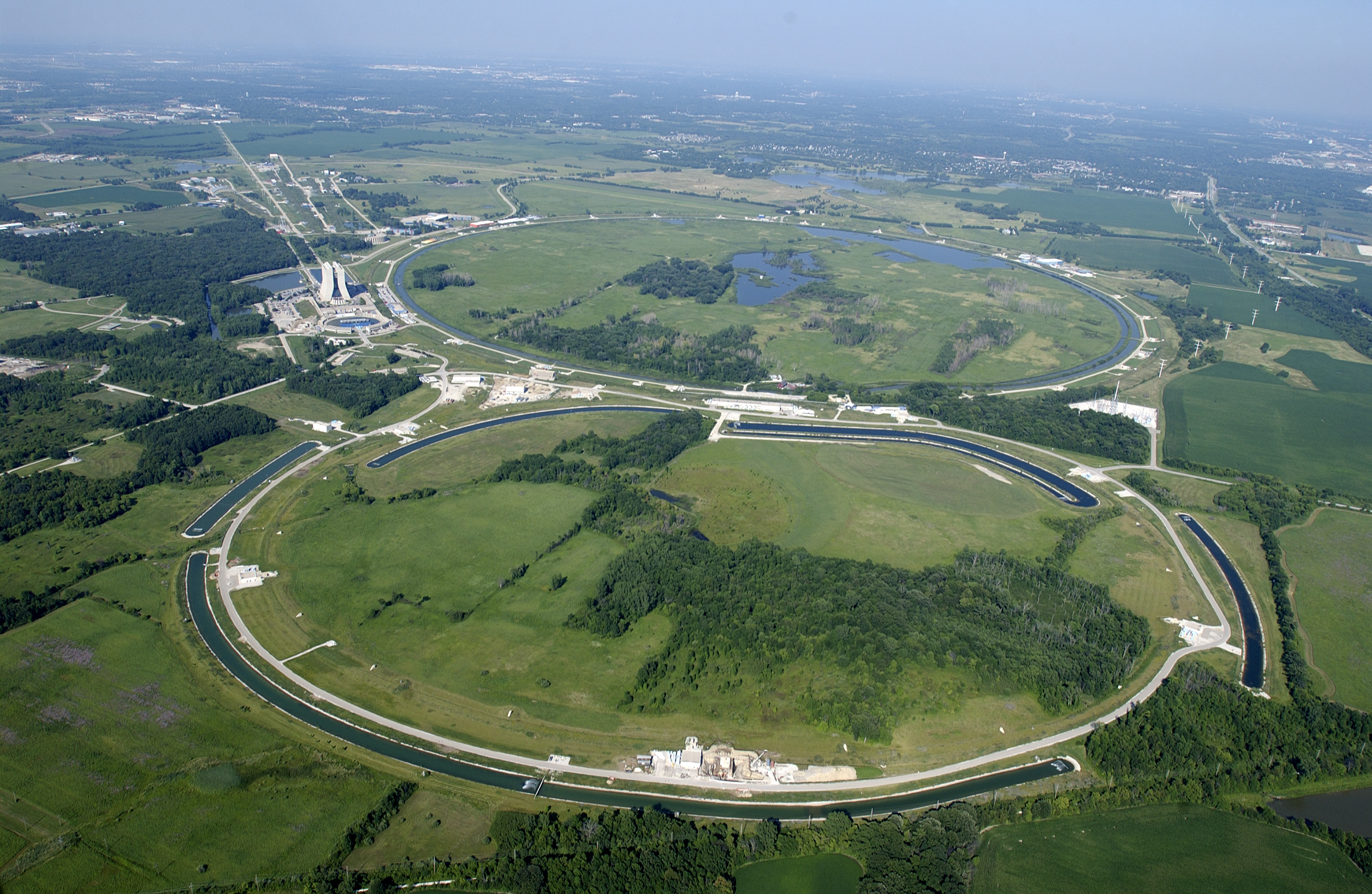
Vedere aeriană a acceleratorului collider Tevatron (Fermi National Accelerator Laboratory)

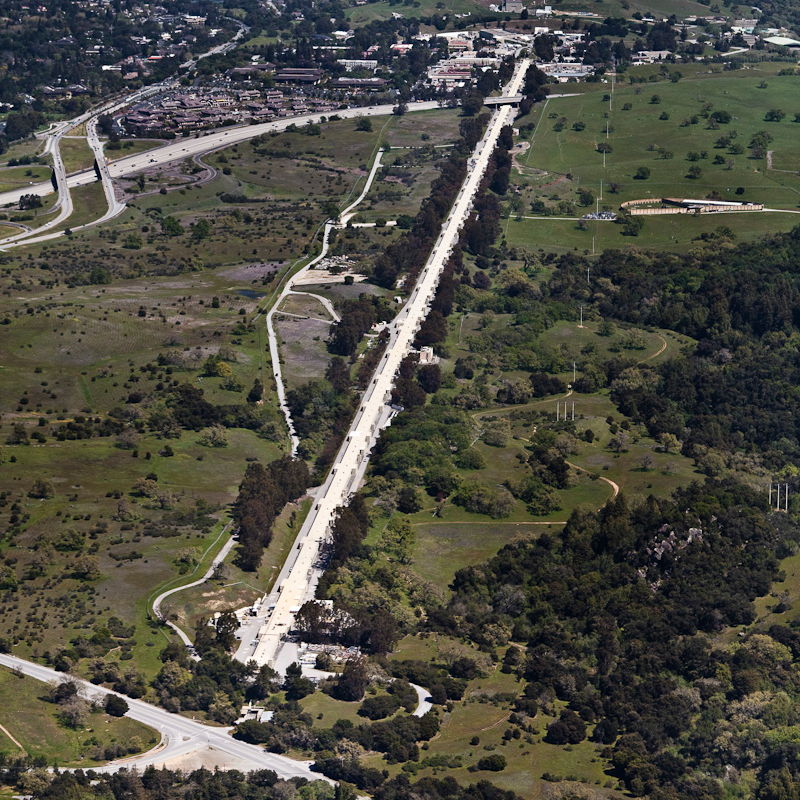
Vedere aeriană a acceleratorului linac collider SLC (SLAC National Accelerator Laboratory)

În fizica particulelor elementare un collider este un accelerator de particule în care două fascicule de particule circulă în sensuri opuse și se ciocnesc frontal – în contrast cu acceleratoarele cu țintă fixă, în care un fascicul de particule „proiectil” este dirijat și ciocnește o „țintă” aflată în repaus în sistemul laboratorului. În ambele cazuri fragmentele rezultate din ciocnire sunt detectate și analizate; ele oferă indicații asupra structurii particulelor și interacțiilor lor. Avantajul sistemului collider este că energia pierdută pentru ciocnire prin reculul centrului de masă este minimă; dacă particulele din cele două fascicule au mase egale, întreaga energie cinetică acumulată prin accelerare este absorbită în procesul de fragmentare.
Acest sistem este utilizat atât în acceleratoarele collider circulare cât și în cele liniare (linac collider) moderne de înaltă energie. Primul collider a fost proiectat și construit în Laboratorio di Fisica Nucleare din Frascati la sfârșitul deceniului 1950, implementând o idee propusă de Bruno Touschek. În anul 2020 acceleratorul collider care deține recordul de energie este Large Hadron Collider (LHC) de la CERN (ciocniri proton-proton la energia de 2 x 6,5 TeV). Proiectul construirii unui collider gigant a fost abandonat din cauza escaladării costurilor. Cel mai puternic linac collider este SLAC Linear Collider (SLC) de la SLAC National Accelerator Laboratory (ciocniri electron-pozitron la 2 x 50 GeV).